# George (Washington)
George az Amerikai Egyesült Államok északnyugati részén, Washington állam Grant megyéjében elhelyezkedő város. A 2010. évi népszámlálási adatok alapján 501 lakosa van.
A városi amfiteátrum a 2002 és 2018 között évente megrendezett Sasquatch! Music Festival otthona volt. A függetlenség napjára készülve itt sütik a világ legnagyobb cseresznyés pitéjét.

## Történet
Az 1950-es évek elején a mezőgazdaság növekedése miatt egyre nagyobb igény mutatkozott egy városra, így a földhivatal 1,37 négyzetkilométernyi területet biztosított ezen célra. Charlie Brown gyógyszerész saját vagyonából finanszírozta a település létrejöttét; a tervezésben a Washingtoni Egyetem egy munkatársa volt segítségére. A helység névadója George Washington, az USA első elnöke; az utcákat pedig a helyben termő cseresznyefajtákról (például Bing és Royal Anne) nevezték el.
George 1957. július 4-én kapott városi rangot; az ünnepségen részt vett Albert Rosellini kormányzó, valamint felszolgáltak egy 450 kilogrammos cseresznyetortát is.

## Éghajlat
A város éghajlata hideg sivatagi (a Köppen-skála szerint BWk).
| Hónap                         | Jan.  | Feb.  | Már.  | Ápr.  | Máj. | Jún. | Júl. | Aug. | Szep. | Okt.  | Nov.  | Dec.  | Év    |
| ----------------------------- | ----- | ----- | ----- | ----- | ---- | ---- | ---- | ---- | ----- | ----- | ----- | ----- | ----- |
| Rekord max. hőmérséklet (°C)  | 16,7  | 22,8  | 25,6  | 33,3  | 37,2 | 41,1 | 42,8 | 41,7 | 37,8  | 31,7  | 23,9  | 17,8  | 42,8  |
| Átlagos max. hőmérséklet (°C) | 2,2   | 6,1   | 12,8  | 17,8  | 22,2 | 26,1 | 30,6 | 30,0 | 25,0  | 17,2  | 7,8   | 1,1   | 16,6  |
| Átlagos min. hőmérséklet (°C) | −5,0  | −2,8  | 0,0   | 3,9   | 7,8  | 11,7 | 14,4 | 13,9 | 9,4   | 3,3   | −1,1  | −6,1  | 4,2   |
| Rekord min. hőmérséklet (°C)  | −33,9 | −31,7 | −18,0 | −10,0 | −6,1 | 0,6  | 2,2  | 2,8  | −3,3  | −12,8 | −26,1 | −28,3 | −33,9 |
| Átl. csapadékmennyiség (mm)   | 25    | 17    | 16    | 13    | 18   | 12   | 6    | 5    | 9     | 13    | 29    | 35    | 198   |
| Forrás: The Weather Channel   |       |       |       |       |      |      |      |      |       |       |       |       |       |

## Népesség
A 2010-es népszámláláskor a városnak 501 lakója, 131 háztartása és 109 családja volt. A népsűrűség 140,7 fő/km2. A lakóegységek száma 168, sűrűségük 47,2 db/km2. A lakosok 38,1%-a fehér,  1,4%-a indián,   59,9%-a egyéb, 0,6%-a pedig kettő vagy több etnikumú. A spanyol vagy latino származásúak aránya 75% (   )
A háztartások 60,3%-ában élt 18 évnél fiatalabb. 61,8% házas, 9,9% egyedülálló nő, 11,5% egyedülálló férfi, 16,8% pedig nem család. 8,4% egyedül élt; 2,3%-uk 65 éves vagy idősebb. Egy háztartásban átlagosan 3,82 személy élt; a családok átlagmérete 4,14 fő.
A medián életkor 24,8 év volt. A város lakóinak 35,9%-a 18 évesnél fiatalabb, 14,9% 18 és 24 év közötti, 28%-uk 25 és 44 év közötti, 15%-uk 45 és 64 év közötti, 6,4%-uk pedig 65 éves vagy idősebb. A lakosok 54,1%-a férfi, 45,9%-a pedig nő.

## Fordítás
Ez a szócikk részben vagy egészben  a   George, Washington című angol Wikipédia-szócikk ezen változatának fordításán alapul.  Az eredeti cikk szerkesztőit annak laptörténete sorolja fel. Ez a jelzés csupán a megfogalmazás eredetét és a szerzői jogokat jelzi, nem szolgál a cikkben szereplő információk forrásmegjelöléseként.